# Борец крупноносый
Боре́ц крупноно́сый (лат. Acońitum macrorhýnchum) — многолетнее травянистое растение, вид рода Борец (Aconitum) семейства Лютиковые (Ranunculaceae).

## Распространение и экология
Ареал вида охватывает Дальний Восток. Описан из Даурии.
Произрастает на сырых лугах, по травянистым болотам на кочках.

## Ботаническое описание
Корневище в виде двух продолговатых клубней, длиной 0,5—3 см и толщиной 5 мм. Стебель высотой 50—100 см, тонкий, толщиной 2—3, редко 4 мм, прямой, в верхней части опушённый короткими серповидными волосками, иногда извилистый.
Нижние стеблевые листья на черешках длиной до 15 см, самые верхние почти сидячие. Все округлые, пяти—семи-рассечённые на узкие, линейные, шириной 1—2 мм, редко до 3 мм, или ланцетолинейные сегменты
Соцветие — рыхлая кисть, в нижней части нередко ветвистая. Цветки васильково-синие, снаружи покрытые мелкими курчавыми волосками. Шлем конусовидный, высотой 0,9—1,4 см, длиной 1,7—1,9 см, шириной 1,3—1,6 см; боковые доли околоцветника несколько неравнобокие, длиной 1,4—1,6 см, шириной 1,4—1,7 см; нижние доли длиной 1—1,2 см и шириной 0,6—0,9 см, с отвёрнутым краем. Нектарники с маленьким шпорцем и сильно вздутой, 3-5 мм шириной пластинкой с 2-лопастной губой.
Листовки в числе 5, с длинными волосками по спинке.

## Таксономия
Вид Борец крупноносый входит в род Борец (Aconitum) трибы Живокостные (Delphinieae) подсемейства Лютиковые (Ranunculoideae) семейства Лютиковые (Ranunculaceae) порядка Лютикоцветные (Ranunculales).
|  |                       |  |                                               |                                               |                                         |  | ещё четыре подсемейства (согласно Системе APG II) | ещё четыре подсемейства (согласно Системе APG II) |                                           |  |  |  | ещё 2 рода              | ещё 2 рода            |  |  |
|  |                       |  |                                               |                                               |                                         |  | ещё четыре подсемейства (согласно Системе APG II) | ещё четыре подсемейства (согласно Системе APG II) |                                           |  |  |  | ещё 2 рода              | ещё 2 рода            |  |  |
|  |                       |  |                                               | семейство Лютиковые                           |                                         |  |                                                   |                                                   | триба Живокостные                         |  |  |  |                         | вид Борец крупноносый |  |  |
|  |                       |  |                                               | семейство Лютиковые                           |                                         |  |                                                   |                                                   | триба Живокостные                         |  |  |  |                         | вид Борец крупноносый |  |  |
|  | порядок Лютикоцветные |  |                                               |                                               | подсемейство Лютиковые (Ranunculoideae) |  |                                                   |                                                   | род Борец, или Аконит                     |  |  |  |                         |                       |  |  |
|  | порядок Лютикоцветные |  |                                               |                                               |                                         |  |                                                   |                                                   |                                           |  |  |  |                         |                       |  |  |
|  |                       |  | ещё десять семейств (согласно Системе APG II) | ещё десять семейств (согласно Системе APG II) |                                         |  |                                                   | ещё восемь триб (согласно Системе APG II)         | ещё восемь триб (согласно Системе APG II) |  |  |  | ещё от 250 до 300 видов |                       |  |  |
|  |                       |  |                                               | ещё десять семейств (согласно Системе APG II) |                                         |  |                                                   |                                                   | ещё восемь триб (согласно Системе APG II) |  |  |  |                         |                       |  |  |